# Ga Imhak
Ga Imhak là ga tàu điện ngầm trên Tuyến 1 của Tàu điện ngầm Incheon.

## Bố trí ga
| Bakchon ↑ |
| \| N/B    |
| ↓ Gyesan  |

| Hướng Bắc | ● Incheon tuyến 1 | ← Hướng đi Gyeyang                             |
| Hướng Nam | ● Incheon tuyến 1 | → Hướng đi Công viên lễ hội ánh trăng Songdo → |

## Vùng lân cận
- Lối thoát 1: Trường trung học Imhak, trường tiểu học Byeongbang
- Lối thoát 2: Trường trung học Gyeyang, trường tiểu học Gilju, Grand Mart, đồn cảnh sát Gyeyang, trường trung học nữ sinh Gyesan, bưu điện Gyeyang, trường tiểu học Jakjeon
- Lối thoát 3: Ngân hàng Kookmin, thư viện công cộng Gyeyang
- Lối thoát 4: Saemaeul Geumgo